# Angelika von Lagerström
Angelika von Lagerström (Königsberg, 1812 - Ibid, 20 de noviembre de 1879) fue una profesora y escritora alemana que también publicó bajo el seudónimo de A. von Moeller.

## Vida
Vivió como profesora de idiomas en Danzig  y desde 1850 en Königsberg. En 1852 fue expulsada como miembro de la Comunidad Libre Evangélica y se fue a Londres, donde trabajó como profesora y escritora. Aquí se ocupó temporalmente de la casa de Gottfried Kinkel tras la muerte de su esposa Johanna (1858). También estuvo en compañía de Malwida von Meysenbug. En 1864 regresó a Königsberg, donde murió a la edad de 57 años.

## Obras
- El montañés o “¡No se trata de dinero para mí, sino de cumplir mi palabra! " Librería de la Asociación, Berlín 1847.
- Hans y Käthchen. Berlín 1850.
- Los menonitas. Una historia real. Kühling, Berlín 1851.
- El primer engaño. Regalo para los jóvenes de toda la vida. Berlín 1851.
- El mensajero de la paz. Recopilación de cuentos y charlas para niños y padres. Winckelmann, Berlín 1851.
- Los niños del domingo. Una publicación juvenil. Kiesling, Zúrich 1853. ( Versión digitalizada )
- Todo tipo de cosas buenas y hermosas para la gente pequeña. Kiesling, Zúrich 1853. (Versión digitalizada )
- El libro de los niños de la tía. Cuentos y cuentos de hadas para niños de 5 a 8 años. Con ilustraciones de Theodor Hosemann . Winckelmann, Berlín 1853.
- El pequeño y agradable libro para los jóvenes. Observaciones para los niños. Librería de la Asociación, Berlín 1856
- Cuentos y obras de teatro para la juventud más madura de 11 a 14 años. Chelius, Stuttgart 1861.
- Florence Nightingale, la enfermera de campo. Perthes, Gotha 1870.
- Mujeres nobles. Bocetos. Perthes, Gotha 1870. (Versión digitalizada )
- Libro conmemorativo biográfico. 2 vols. Siegesmund & Volkening, Leipzig 1871. ( Volumen digitalizado 1 ), (volumen 2 )
- La vida infantil en Inglaterra. Narrativa para la juventud. Trewendt, Breslau, 1874
- Mujeres alemanas. Bocetos biográficos y descripciones de personajes. Librería académica, Königsberg 1873. (Versión digitalizada )
- Campanella, la pequeña violinista. Adaptado libremente del inglés de la Sra. Mercier. Pastor, Leipzig 1879. (Versión digitalizada )
- Las hermanas desiguales. Narrativa para la juventud femenina más madura. Pastor, Leipzig 1888. ( Versión digitalizada de la segunda edición revisada )